# Vietnam Television
A Vietnam Television ou VTV é uma rede de televisão vietnamita, de propriedade estatal.

## História
A primeiras transmissões televisivas do país iniciaram-se na década de 1960 pelos Estados Unidos.
Em 1975, após a reunificação do país, se tornou a rede de televisão oficial do Vietname.
As transmissões em cores vieram em 1978. O nome oficial Vietnam Television veio a partir de 1987.

## Canais da VTV
VTV hoje possui os seguintes canais:

### Terrestre
- VTV1 (Canal 9): Notícias e assuntos atuais, transmitido 24 horas por dia, 7 dias por semana (lançado em 07 de setembro de 1970).
- VTV2 (Canal 11): Ciência, tecnologia e educação, transmitido 24 horas por dia, 7 dias por semana (lançado em 01 de janeiro de 1990).
- VTV3 (Canal 22): Esportes e entretenimento, transmitido 24 horas por dia, 7 dias por semana (lançado em 31 de março de 1996).

### Internacional
- VTV4: Um canal internacional lançado em 2000, oferecendo uma melhor-de pacote de programação dos três canais nacionais para vietnamita em todo o mundo.

### Cabo e satélite
- VTV3 HD: a versão HD do VTV3 (lançado em 1 de dezembro de 2013).
- VTV6 HD: a versão HD do VTV6 (lançado em 10 de dezembro de 2013).
- VTV5: Introduzido em 10 de Fevereiro de 2002, para servir as comunidades de minorias étnicas no Vietnã.\

### Canais regionais
- VTV Huế
- VTV Đà Nẵng
- VTV Phú Yên
- VTV Cần Thơ 1
- VTV Cần Thơ 2
- VTV7
- VTV8
- VTV9
- VTV5 Tây Nam Bộ
- VTV5 Tây Nguyên